# Marion Lay
Marion Beverly Lay, född 26 november 1948 i Vancouver i British Columbia, är en kanadensisk före detta simmare.
Lay blev olympisk bronsmedaljör på 4 x 100 meter frisim vid sommarspelen 1968 i Mexico City.